# Augusto Baccin
Augusto Baccin (Roma, 20 luglio 1914 – Roma, 23 aprile 1998) è stato un architetto e urbanista italiano.

## Biografia
Laureatosi in architettura nel 1937, svolge la sua attività sia come professionista, con progetti e concorsi in particolare in campo urbanistico, sia come studioso e docente in materia storico-archeologica ed urbanistico-architettonica. 
Negli anni 1938-39 frequenta la Scuola Archeologica Italiana di Atene e, oltre ai rilievi archeologici, cura la costruzione della sede della Scuola Archeologica Italiana in Lemno e redige il progetto esecutivo per la sistemazione di un museo a Kastro (Lemno). Dopo l'interruzione della propria attività, dovuta al periodo della guerra e di prigionia in Polonia e Germania, nel 1945, ritornato in patria, concorre per titoli al posto di architetto per la ricostruzione, ottenendo l'assunzione con sede presso il Genio Civile di Viterbo. 
Nel 1948 entra nel ruolo degli architetti urbanisti presso il Ministero dei Lavori Pubblici, dove diviene nel 1960 Ispettore Generale ed in seguito Provveditore alle OO.PP. del Molise e Presidente Generale del Consiglio Superiore dei Lavori Pubblici. È stato docente di Urbanistica presso la facoltà di Architettura dell'Università di Palermo e di Composizione Architettonica presso la facoltà di Ingegneria dell'Università di Bari.
Ha curato numerose pubblicazioni, frutto dei suoi studi archeologici ed urbanistici. Socio del “Centro Studi per la Storia dell'Architettura”, membro della Commissione di Studio per i Rioni di Roma, dal 1941 membro effettivo dell'Istituto Nazionale di Urbanistica (INU) e del Consiglio Direttivo provvisorio dal 1945 al 1948. Ha svolto una intensa attività nel campo progettuale, sia con incarichi, sia con numerosi concorsi vinti o premiati; tra le sue opere: il Palazzo delle Esposizioni dei Lavori Pubblici all'EUR (1935, in collaborazione), il progetto della via Cristoforo Colombo (1938, in collaborazione), Cinema teatro del "Genio", Viterbo (1947, in collaborazione), la sistemazione urbanistica di Lido di Camaiore (LU) (1947), il quartiere INA Casa ad Acilia, Roma (1956), il villino Napoleone a Pescara (1958), la San Basilio a Roma (1952), la Chiesa a Sessano, (IS) (1970).

## Archivio
L'archivio dell'architetto Baccin, è un archivio privato,  dichiarato di notevole interesse storico dalla Soprintendenza Archivistica per il Lazio il 10 marzo 1998. La documentazione conservata è costituita da tubi 120 contenenti disegni, buste 80 ca. e scatole 4 contenenti documentazione allegata ai progetti; fascicoli 4 contenenti titoli ed incarichi; fotografie 300 ca.; diapositive 200 ca.; plastici 3.